# ناندل اشتات
ناندل اشتات (به آلمانی: Nandlstadt) یک شهر در آلمان است که در بایرن واقع شده‌است.

## خصوصیات
ناندل اشتات ۳۴٫۳۱ کیلومترمربع مساحت دارد ۴۶۵ متر بالاتر از سطح دریا واقع شده‌است.